# 新家理与門
新家 理与門（あらいえ りよもん、享和2年（1802年） - 明治5年6月27日（1872年8月1日））は、明治時代の一揆指導者。姓は「あらや」、名は理右衛門ともいう。

## 経歴・人物
加賀大聖寺藩領江沼郡分校村の人物。
明治4年（1871年）金沢県江沼郡の農民数千人が肥料代免除や十村の廃止などを訴え蜂起した蓑虫騒動（大聖寺蓑虫騒動）を指導し、役人や御用商人の家42軒を打ち毀す。要求は実現したが頭取として上分校村裏谷重蔵ら8人と共に捕らえられ獄死した。
明治28年（1895年）加賀市大聖寺に記念碑「新家理与門の碑」が建てられた。